# یواس‌اس پانای (پی‌آر-۵)
یواس‌اس پانای (پی‌آر-۵) (به انگلیسی: USS Panay (PR-5)) یکی از کشتی های نیروی دریایی ایالات متحده آمریکا بود. 
این کشتی ۱۹۱ فوت (۵۸ متر) طول داشت. پانای در سال ۱۹۲۷ ساخته شد. این کشتی در نهایت در تاریخ ۱۲ دسامبر ۱۹۳۷ توسط جنگنده های نیروی هوایی ژاپن غرق شد.